# NGC 24
NGC 24 je galaksija u zviježđu Kipar.

## Vanjske poveznice
- SEDS: NGC 0024